# Свида Василь Іванович
Свида Василь Іванович (1913—1989) — український скульптор, народний художник України, лауреат Національної премії України ім. Т. Г. Шевченка (1983), один із засновників закарпатської школи скульптури.

## Біографічні дані
Народився 22 жовтня 1913 року із братом-близнюком Федором в селі Потокош Потконьовц Австро-Угорщини(тепер — Пацканьово Закарпатської області України), у родині 43-річного Івана Свиди та 41-річної Марії Гебур. Василь був восьмою, наймолодшою дитиною в сім'ї.
Через п'ять років, у 1918-му, помирає батько. Родина Василя дуже важко переживала час злиднів і нужди, тому хлопчик пішов у школу тільки в 9 років.
Він закінчив три класи церковної народної школи в рідному селі та однорічну господарську школу верховинського і полонинського господарства в селі Нижні Ворота.
У 1930—1934 роках навчався у державній професійній школі з обробки дерева в селі Ясіня Підкарпатської Русі Чехословацької Республіки. Навчався з великим бажанням  і старанністю. Особливо подобалось йому те, що в школі віддавали перевагу практичним заняттям. Та й теоретичні предмети викладалися вельми ґрунтовно.
Після закінчення навчання працював різьбярем у приватних майстернях І. Павлишинця в м. Ужгород та А. Демчика в м. Мукачево. Заробітків у приватних майстернях ледве вистачало на харчі, і думати доводилося не так про творчість, як про виживання.
У 1937 році у пошуках роботи виїхав до Праги. Кілька місяців був безробітним.
З липня 1937 до липня 1945 року працював різьбярем у приватних професійних майстернях сакрального мистецтва «Брати Котрбови» (Брно, Прага). Безпосереднім наставником був молодший із братів — Герман Котрба, якого Свида вважав своїм учителем, а вже потім другом.
У 1945 році після возз'єднання Закарпаття з Радянською Україною, Василь Свида повертається на батьківщину, де його зустрічає сліпа мати. У 1946 році бере участь у обласній художній виставці, на якій виставляє одразу вісім робіт. У 1947 році вперше взяв участь у республіканській та всесоюзній художніх виставках. Твір «Весна» з циклу «Пори року» експонувався у Третьяковській галереї. Йому вдалося увійти до числа перших членів Закарпатського відділення Спілки художників України, яку очолив А.Ерделі.
З того часу В. Свида був постійним експонентом виставок — обласних (51), всеукраїнських (44), всесоюзних (21), зарубіжних (24), а також персональних та групових виставкових експозицій (18).

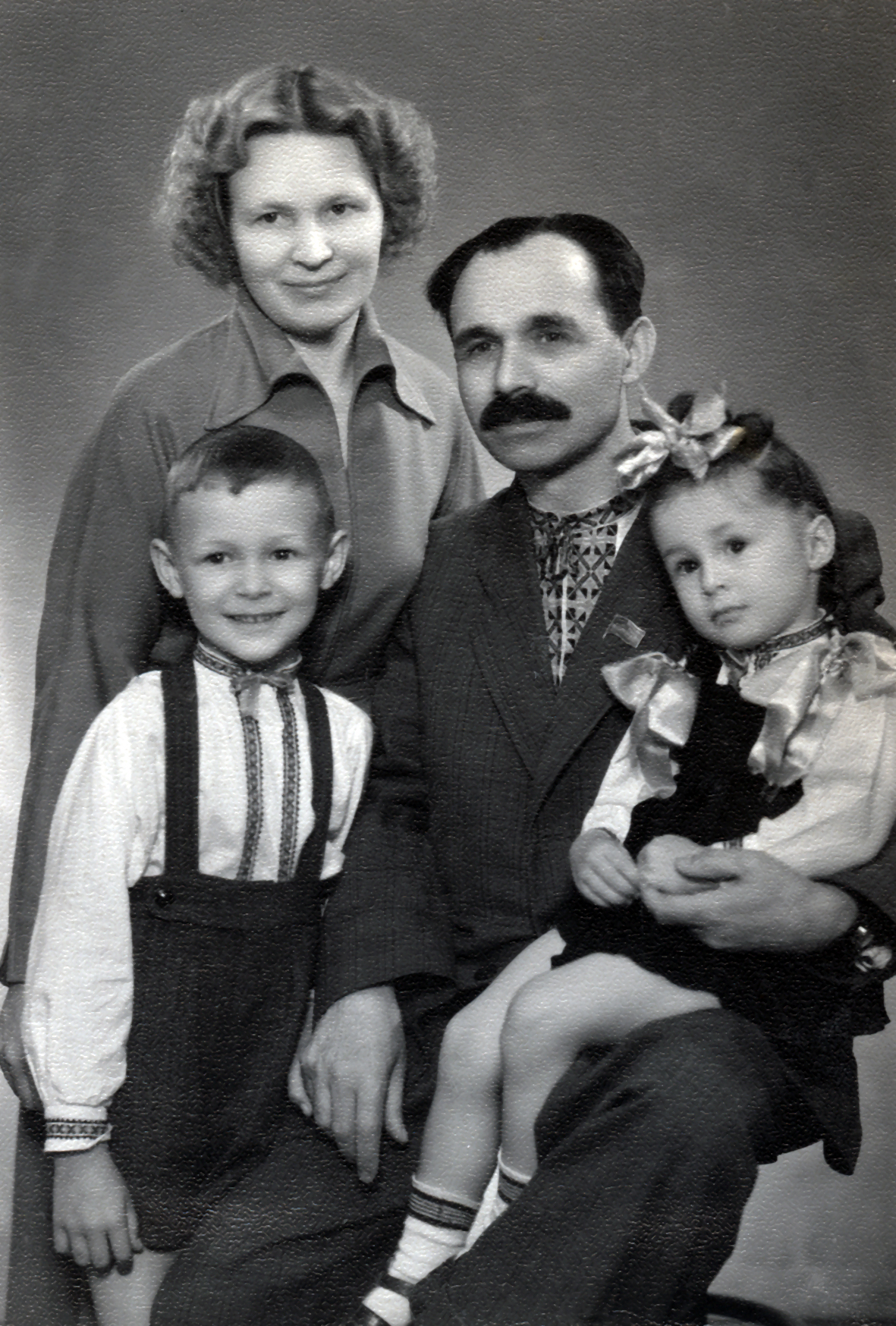
Сімейне фото. З дружиною Уляною та дітьми Ярославом і Людмилою, кінець 1950

У 1949 році, перебуваючи на творчій базі Спілки художників СРСР «Майорі» на Ризькому узмор'ї, 35-річний парубок Свида знайомиться із працівницею Будинку творчості Уляною Смоляковою. Через багато років він «дасться визвідати» про ту зустріч доньці Людмилі із притаманним йому гумором: «Коли я її побачив — біляву, усміхнену, у яскравому сонячному світлі,- сказав собі: Василю, ти пропав!…». Там же у Прибалтиці, 2 червня 1949 року Василь і Уляна взяли шлюб.
Творчу роботу В. Свида поєднував суспільно-політичною діяльністю та педагогічною роботою. Він тричі поспіль обирався депутатом Верховної Ради УРСР(1951-1963), дев'ять скликань — депутатом Ужгородської міської Ради народних депутатів(1965—1985), багаторазово — членом Закарпатського обкому Компартії України, правлінь численних громадських організацій області та України.
У 1951—1961 роках В. Свида очолював Закарпатську організацію Спілки художників України.
Значну частину творчого життя художник віддав вихованню творчої молоді, спочатку в державній художній і художньо-ремісничій школі в Ужгороді (1945—1946), а згодом — в Ужгородському училищі прикладного мистецтва (до 1949 року мало назву Ужгородське художньо-промислове училище), де щедро ділився майстерністю з майбутніми фахівцями художньої обробки дерева (1948—1976).
Найвідомійші з учнів:
- Георгій Товтин;
- Іван Ісак;
- Василь Гангур;
- Наталія Герц;
- Іван Шмулига;

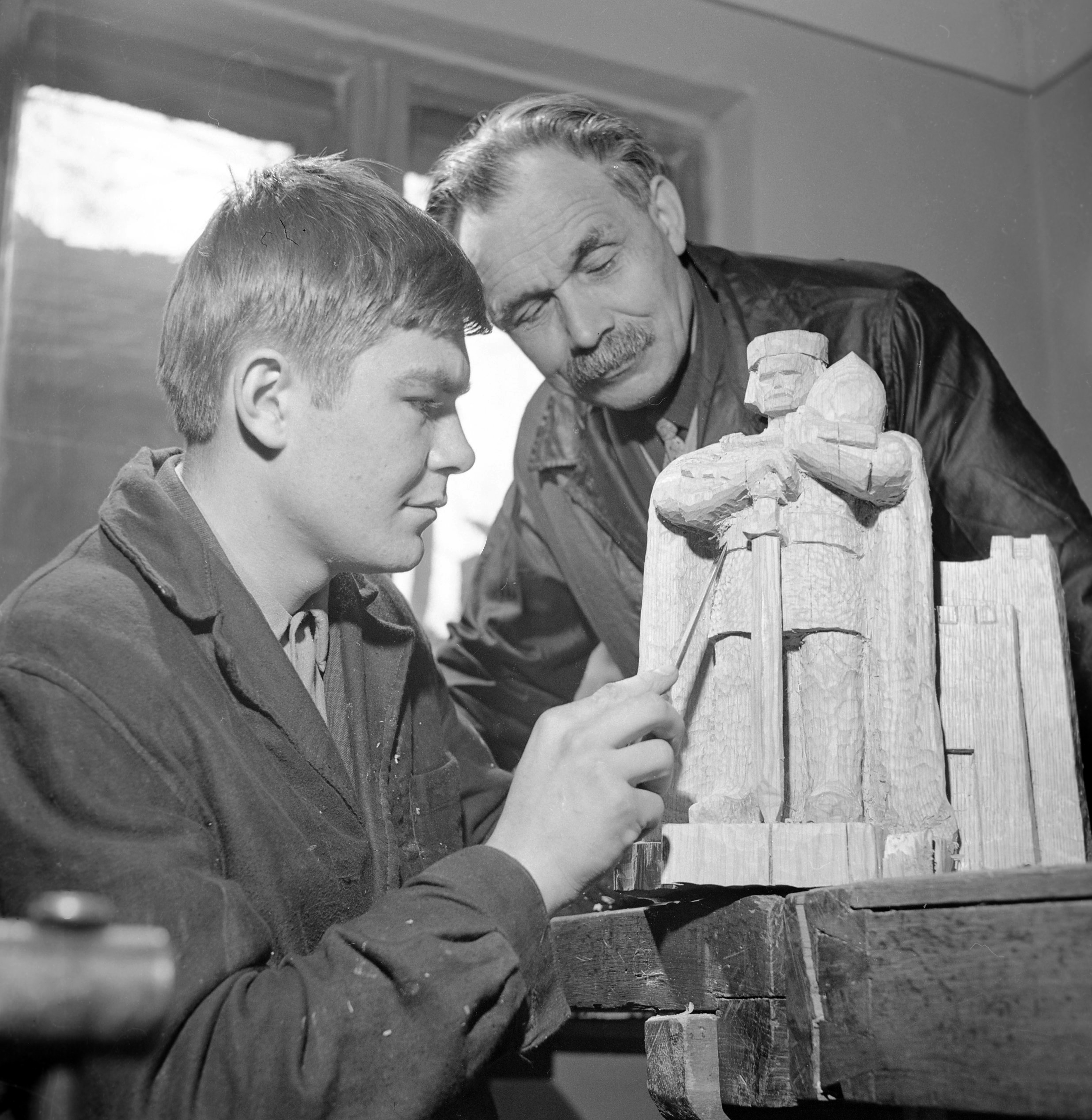
Василь Свида з учнем

- Тарас Данилич (заслужений художник України);
- Марія та Мігаль Іванчо;
- Володимир Щур;
- Василь Попович (заслужений художник України);
- Тетяна Лучко;
- Іван Лазар;
- Іван Тегза;
- Степан Голінка;
- Михайло Белень (заслужений художник України);
- Лариса Бровді;
- Іван Бровді (народний художник України);
- Василь Сідак (лауреат Національної премії України імені Тараса Шевченка) та інші.

У березні 1989 року захворів. Хвороба виявилась підступною і невиліковною. 19 квітня 1989 року Василь Свида помер. Похований в Ужгороді на кладовищі «Кальварія».

## Творча спадщина
Василь Свида був неперевершеним скульптором у створенні жанрових композицій, зокрема з дерева. Його різьбярську майстерність (за словами Ярослава Свиди) майже ніхто не перевершив і практично не продовжив.
Тематичну розмаїтість творчості В.Свиди можна охопити хіба такими місткими поняттями, як сучасність та історія.
Перші твори сподобалися глядачу і привернули увагу критиків(«Поцілунок матері»,1946;  «Мати годує дитину»,1946; «Гуцулка з конем»,1946; «Гуцулка»,1947).
Більшість ранніх творів Свиди належить до одно-двофігурних, рідше-трифігурних статичних, фронтальних розгорнутих композицій, втілені у матеріалі просто й невимушено, з переконливою достовіррністю й опоетизуванням живих вражень, із характерним для майстра пластичним висловом та добротністю технічної проробки кожного сантиметра поверхні скульптури, вирубаної, за народним звичаєм.
Поетика його образів виростає з уміння бачити прекрасне в повсякденній дійсності(" Вівчарі ", 1970; " Під дощем ", 1971). І все ж суть кращих творів художника полягає в їх надсюжетному значенні, за яким стоять і осягнення світу та міркування про сенс буття(" Поцілунок матері ", 1946; «А коні воду п'ють…»,1969; " З поля ",1981), і визначеність світогляду та життєвої позиції.
Окремої уваги заслуговує звернення Свиди у 1950-1960-ті роки до кераміки: майоліки,теракоти і фарфору(" Секрет ",1955; " Дівчина із дзеркальцем ",1955; " Косар ",1955; " Над книжкою ",1958; " Поцілунок ", 1958; " Над колискою ",1957; « Танець-увиванець»,1956;). Василь Свида вважав, що працюючи в кераміці, він значно скоротить робочий процес. Адже митець до переведення твору в дерево завжди спочатку ліпив у глині модель.
Керамічні роботи Свиди відзначаються специфічною пластичністю форми, округлою м'якістю силуету(" Гарячий день ", 1956; « Під парасолькою»,1962), розмаїттям варіантів композиції в межах однієї теми чи близьких, особливо ліричних(" Освідчення «,1955,1957). Переглядаючи роботи, важко повірити, що на підготовчих етапах Свида не використовував натуру, всі твори створювалися з пам'яті й враження митця.
У роботах Василя Свиди відзеркалено життя Закарпаття: історія, образи сучасників, сім'я та побут. Твори Свиди змушують замислитися над духовним спадком народу, над зв'язком людини з природою.
Підступаючи до скульптурних композицій В.Свиди, неначе вирушаєш у подорож навколо світу думок, мрій і почуттів автора. То помічаєш гру світла, а чи пластику переливання однієї форми в іншу. То уловлюєш виразність ліній силуету…починаєш сприймати притаманні скульптурі секрети підкорення матеріалу, простору і таємниці часу.
Одним із напрямків творчих пошуків в пізніший період став скульптурний портрет, включений в жанрову композицію. Це такі відомі праці як „Знову в рідній хаті“(1976), „Моя сім'я“(1983). Вершиною творчості став грандіозний за змістом і виконавчою майстерністю горельєф „В сім'ї“ єдиний» (1978—1982), за який він у 1983 році був удостоєнний Державної премії УРСР імені Т. Г. Шевченка.
Найкращий матеріал для Свиди — це дерево. У його художніх напрацюваннях знайшли відображення також портрети визначних діячів історії, народного господарства та культури і мистецтва Закарпаття як головні персонажі жанрових композицій: Микола Шугай (1972); Зрадником не буду! — І.Локота(1972); Творча розмова — І.Грабар, Й.Бокшай, А.Ерделі(1975); Закарпатські художники в гостях у А.Ерделі(1976); Листи Герою(1977); Зустріч. Герой Радянського Союзу Степан Вайда(1982).
Ряд творів виконані в металі, гіпсі, епоксидній смолі, пластиліні: Хрест (1939); Мати-кореянка (1950); В шахті(1950); Збір підписів за мир в капіталістичній країні (1951); За мир (1952); Партизани (1953); Закарпаття(1959—1960); Опришки(1960) Моя сім'я (автобіографічна композиція) (1983) та інші.

### Збереження творчої спадщини в музеях, закладах культури
Сьогодні твори Свиди зберігаються в таких музеях, закладах і організаціях, як:
- Закарпатський обласний художній музей імені Йосипа Бокшая. Ужгород.(ЗОХМ)
- Закарпатський музей народної архітектуру та побуту. Ужгород.(ЗМНАП)
- Закарпатський краєзнавчий музей. Ужгород.(ЗКМ)
- Музейна кімната недільної школи села Приборжавське Закарпатської області.(НШП)
- Пацканівська сільська рада. Закарпатська область.(ПСР)
- Етнографічний музей «Берегиня», Ужгородська класична гімназія
- Національний художній музей України. Київ.(НХМУ)
- Національний музей українського народного декоративного мистецтва. Київ.(НМУНДМ)
- Національний музей у Львові імені Андрея Шептицького.(НМЛ)
- Шевченківський національний заповідник. м. Канів, Черкаська обл.
- Спілка художників Росії, Москва. Московська спілка художників.(СХР.МСХ)
- Дирекція виставок Спілки художників Росії. Москва.(ДВ СХР)
- Луганський обласний художній музей. (ЛОХМ)
- Запорізький обласний художній музей.(ЗПХМ)
- Національний музей народного мистецтва Гуцульщини та Покуття ім. Й.Кобринського. м. Коломия, Івано-Франківська обл..(НМНМГП)
- Новокаховська картинна галерея імені А. С. Гавдзинського. м. Нова Каховка, Херсонська обл.(НКГ)
- Національний історико-етнографічний заповідник «Переяслав». Переяслав-Хмельницький.(НІЕЗП)
- Полтавський художній музей імені Миколи Ярошенка.(ПХМ)
- Сумський обласний художній музей імені Никанора Онацького. (СОХМ)
- Харківський художній музей.(ХХМ)
- Чернівецький обласний краєзнавчий музей.(ЧОКМ)
- Чернігівський обласний художній музей імені. Г.Галагана (ЧОХМ)
- Херсонський обласний художній музей імені О. О. Шовкуненка. (ХРОХМ)
- Борщівський обласний краєзнавчий музей. м. Борщів, Тернопільська обл.(БОКМ)
- Хмельницький обласний художній музей. (ХМОХМ) Деякі твори є приватним зібранням або власністю родини, а інші зберігаються за кордоном. Місце знаходження близько 25-ти робіт невідоме.

## Вшанування пам'яті

### Телесюжети про майстра
У 2013 році журналіст Богдан Барбіл створив телесюжет для телеканалу «Рада»  про Василя Свиду під назвою «Закарпатський Роден». 
Також у ефірі був телесюжет представлений загалу «Літописець історії краю. Василь Свида». М.Мартин створив відео сюжет до 100-річчя Василя Свиди, для  програми «Час новин» телекомпанії М-студіо.

### Ювілейні вечори пам'яті митця
Після смерті митця на честь вшанування його пам'яті до ювілейних дат було організовано ряд заходів.
Так у 1993 році з нагоди 80-річчя від дня народження народного художника В. І. Свиди був проведений ювілейний вечір та виставки.
У 1998 році з нагоди 85-річчя від дня народження народного художника В. І. Свиди відбувся вечір-портрет «Вдихнути душу в неживе» у новоствореній гімназії м. Ужгорода.
З нагоди  90-річчя у 2003 році був проведений ювілейний вечір.
11.12.2012 затверджено план заходів щодо підготовки та проведення в Закарпатській області 2013 року — Року Василя Свиди та відзначення 100-річчя від дня його народження.

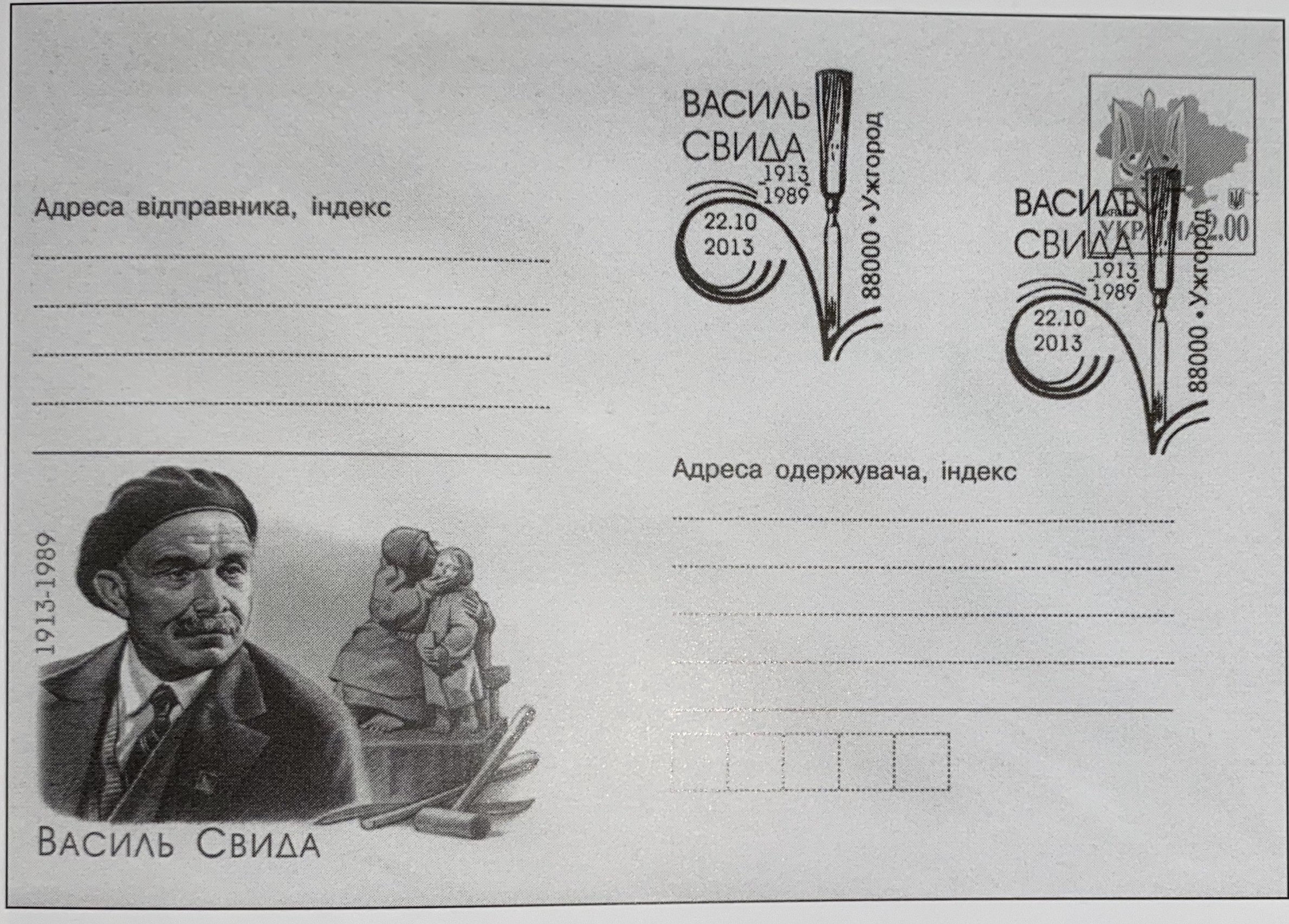
Поштовий конверт, присвячений 100-річчю митця

Підприємством поштового зв'язку «Укрпошта» була видана поштова марка, присвячена 100-річчю з дня народження Василя Свиди.
22 жовтня 2013 року в м. Ужгороді в залі Закарпатського обласного художнього музею ім. Й. Бокшая відбувся  ювілейний вечір та відкриття виставки творів Василя Свиди з нагоди його 100-річчя від дня народження. Ця виставка є наймасштабнішою.
14 листопада 2013 року в Національному музеї українського декоративного мистецтва в Києві відбулася виставка, присвячена 100-літньому ювілею Василя Свиди.
25 листопада 2013 року, в Закарпатському художньому інституті відбулась Всеукраїнська науково-практична конференція «Митець воістину народний», присвячена 100-річчю від дня народження Василя Свиди.        

### Меморіальна  дошка
24 жовтня 2017 року в Ужгороді на вул. Івана Фірцака, 6 відбулося урочисте відкриття і освячення меморіальної дошки на будинку, де жив і працював скульптор.
Уже чверть століття існували ескізи і макети дошки, але тільки зараз, зокрема й завдяки меценатам, бронзовий знак створив заслужений художник України Михайло Михайлюк.

### Альбом «Василь Свида. Нетлінне»
Альбом — одне з найширших джерел інформації про Василя Свиду. Тут зібрано дуже багато відомостей про життя, творчість, роботи митця.

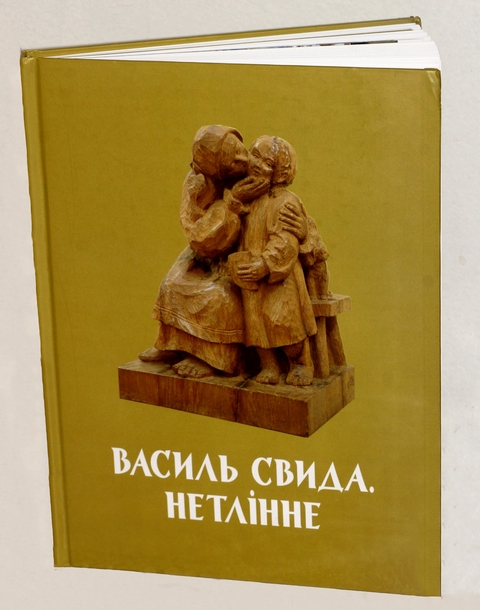
Альбом «Василь Свида. Нетлінне»

Альбом виданий Всеукраїнським державним видавництвом «Карпати», головним редактором якого є Борис Кушнір, у 2015 році. На обкладинці альбому — скульптура Василя Свиди «Поцілунок матері».
Відомо, що існує задум створення другої частини альбому, адже в одну книгу неможливо вмістити великий обсяг інформації, якою володіє родина художника.

## Нагороди, відзнаки та премії митця
- 1951,1971 — орден «Знак Пошани»
- 1957 — заслужений діяч мистецтв УРСР.
- 1960 — орден Трудового Червоного Прапора.
- 1973 — народний художник УРСР.
- 1983 — Національна премія України імені Тараса Шевченка за горельєф «В сім'ї єдиній»

## Роботи

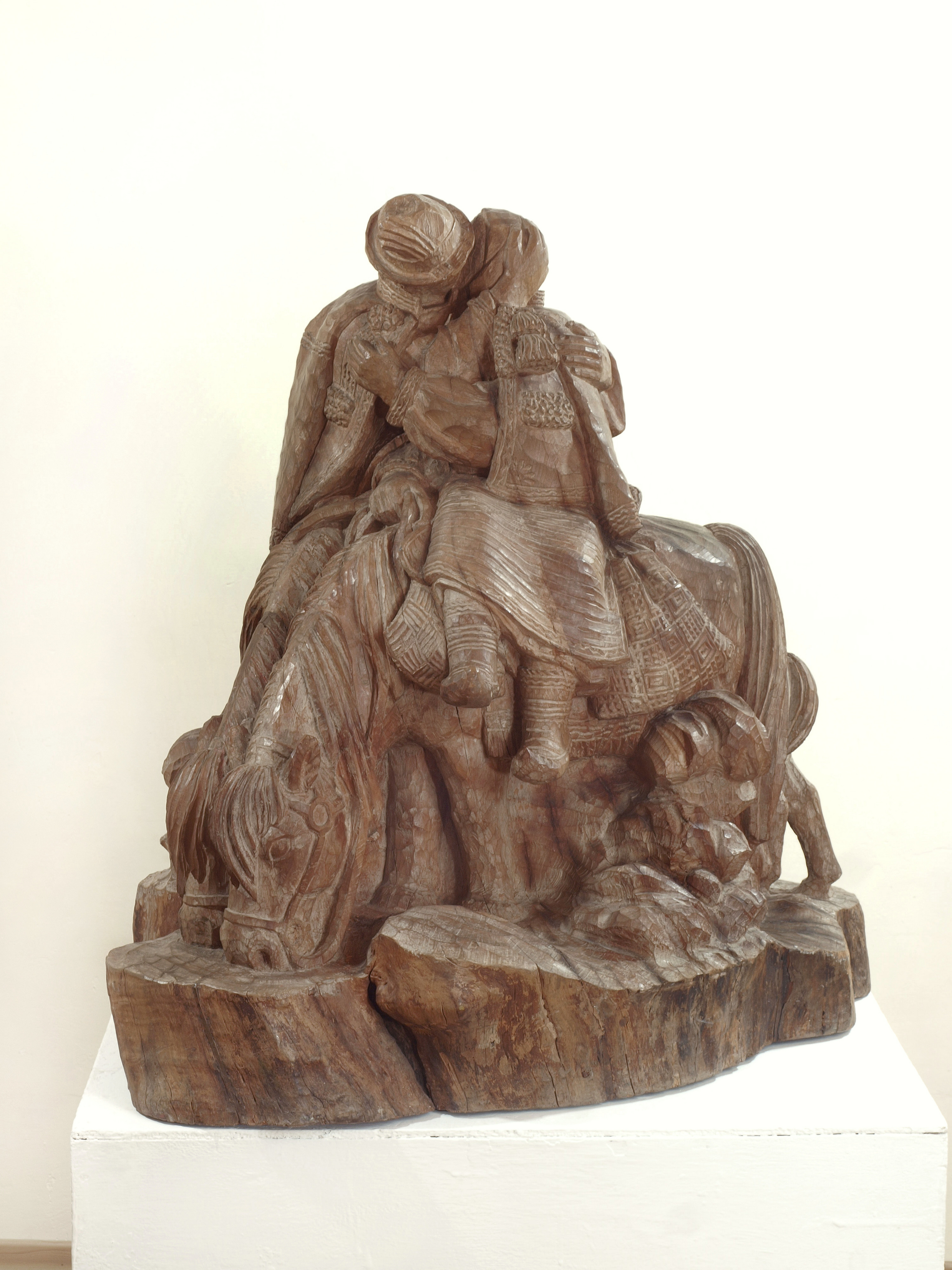
А коні воду п’ють... 1969. Дерево, кругла скульптура. НХМУ. Київ.
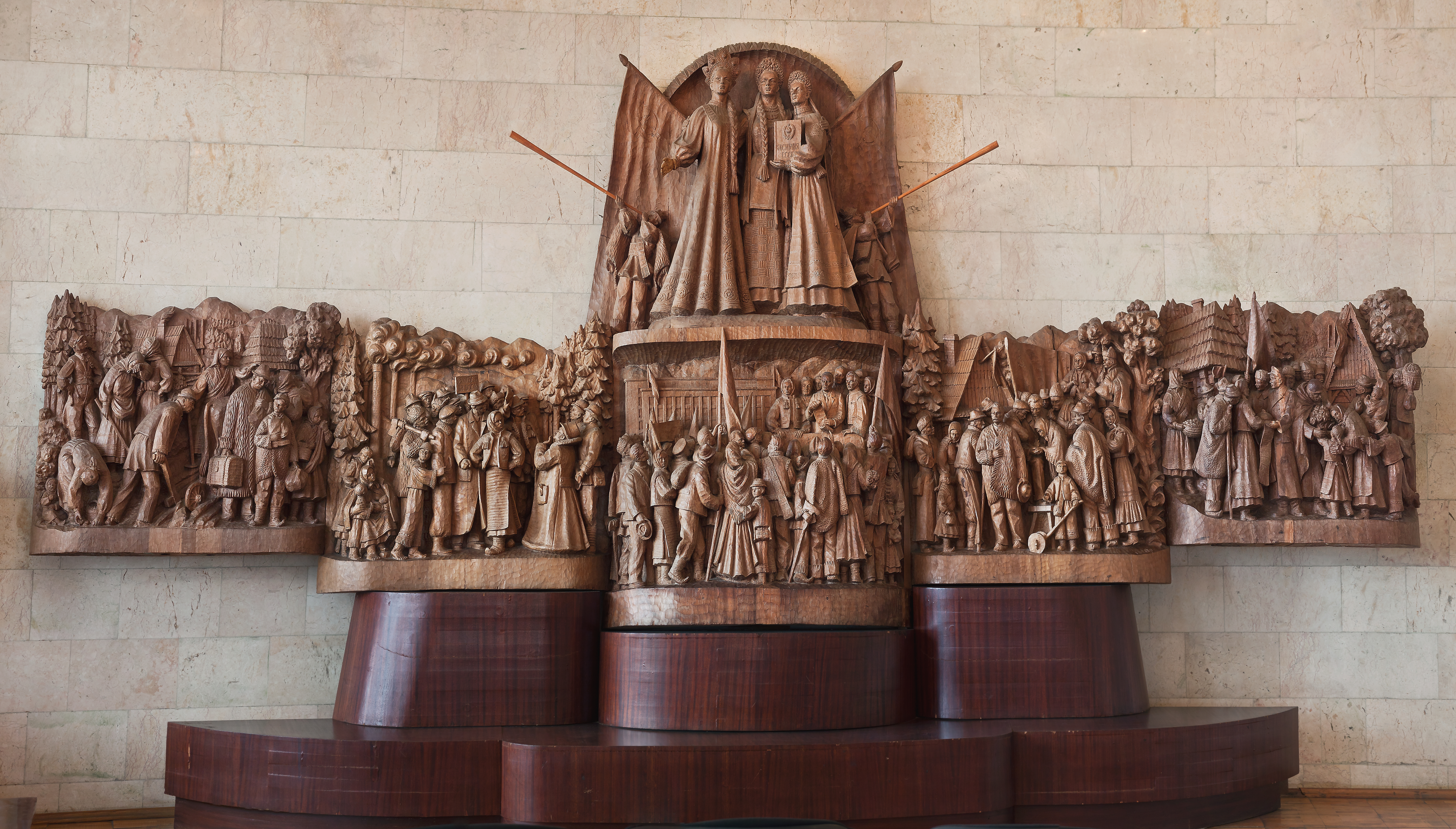
В сім’ї єдиній. 1978-1982. Дерево, горельєф, кругла скульптура.  ЗОХМ. Ужгород.
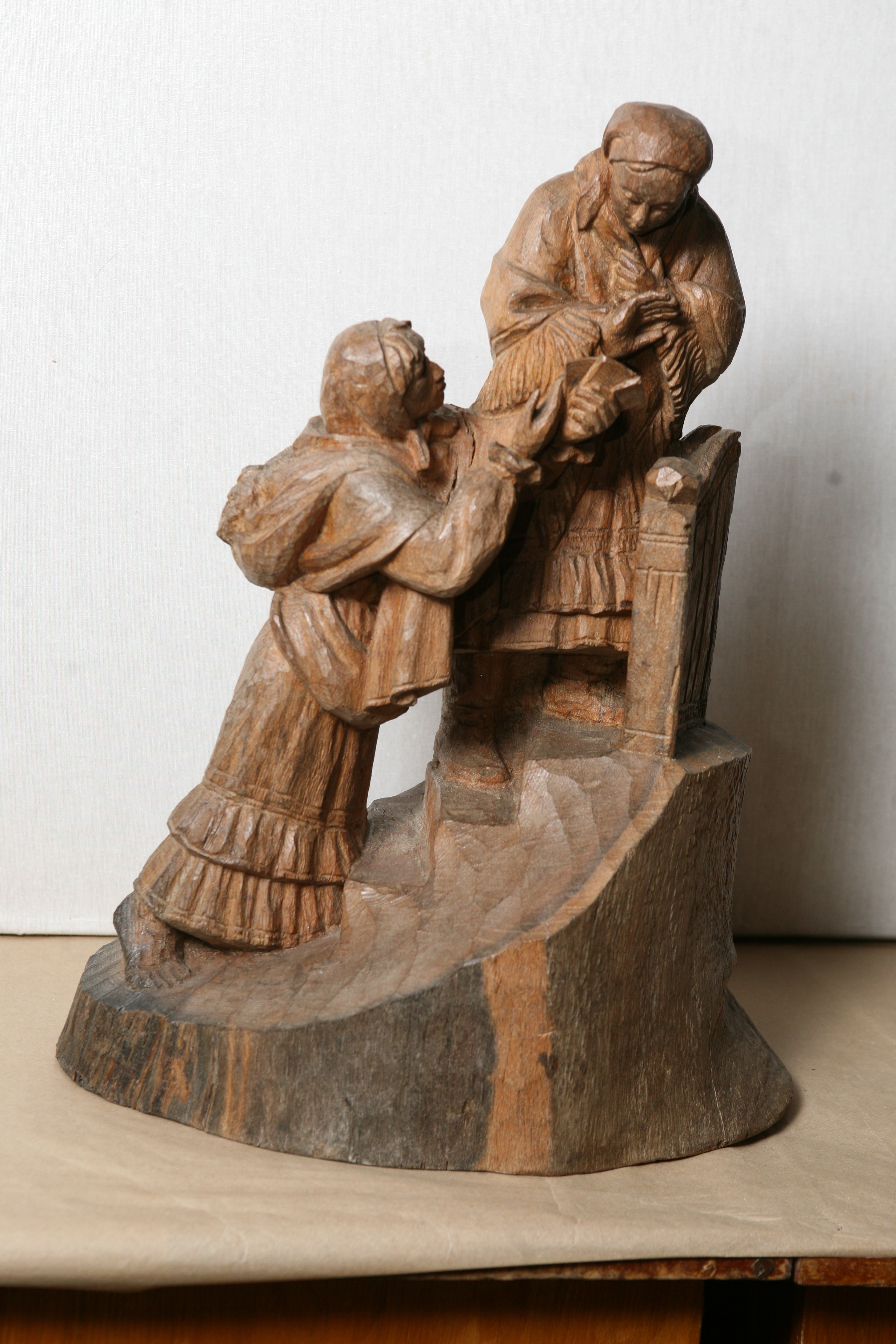
Ворожка. 1966. Дерево, кругла скульптура.  НМУНДМ. Київ.
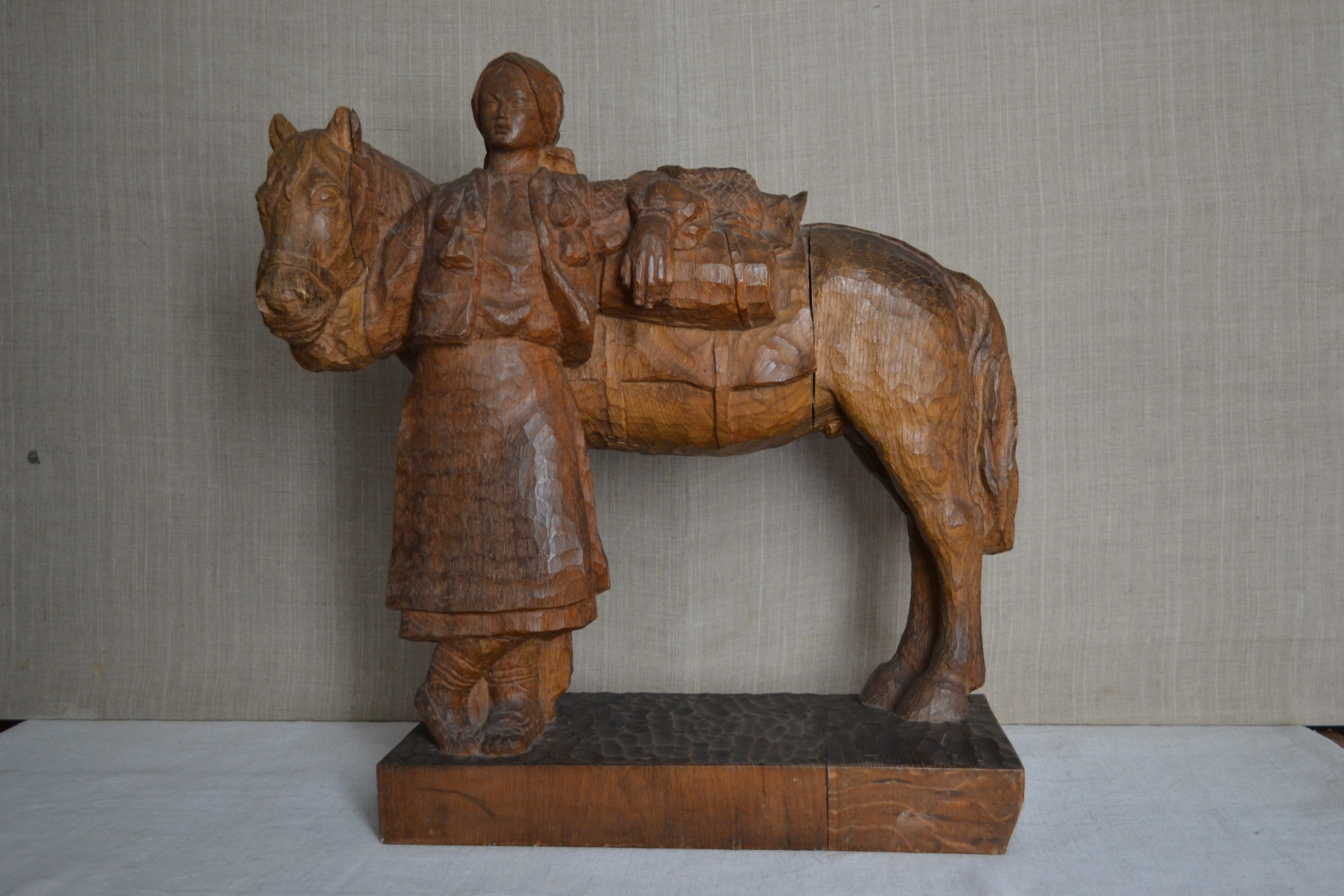
Гуцулка з конем. 1946. Дерево (дуб), кругла скульптура. НМНМГП. Коломия.
До молодого. Весілля. 1982-1984. Дерево (махагоні), горельєф, кругла скульптура.  ЗМНАП. Ужгород.
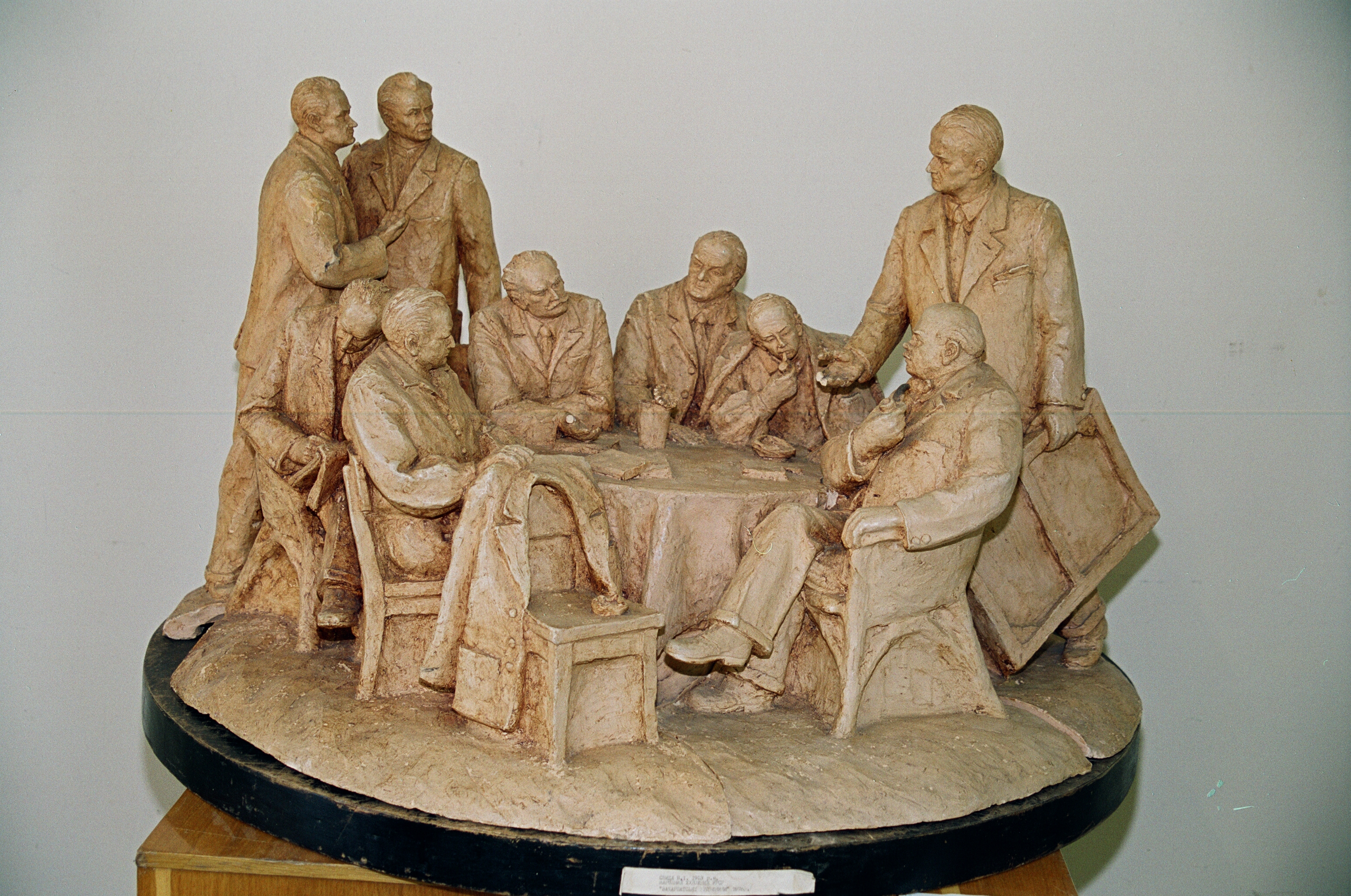
Закарпатські художники в гостях у А. Ерделі. 1976. Теракота, кругла скульптура. ПЗ. Ужгород.
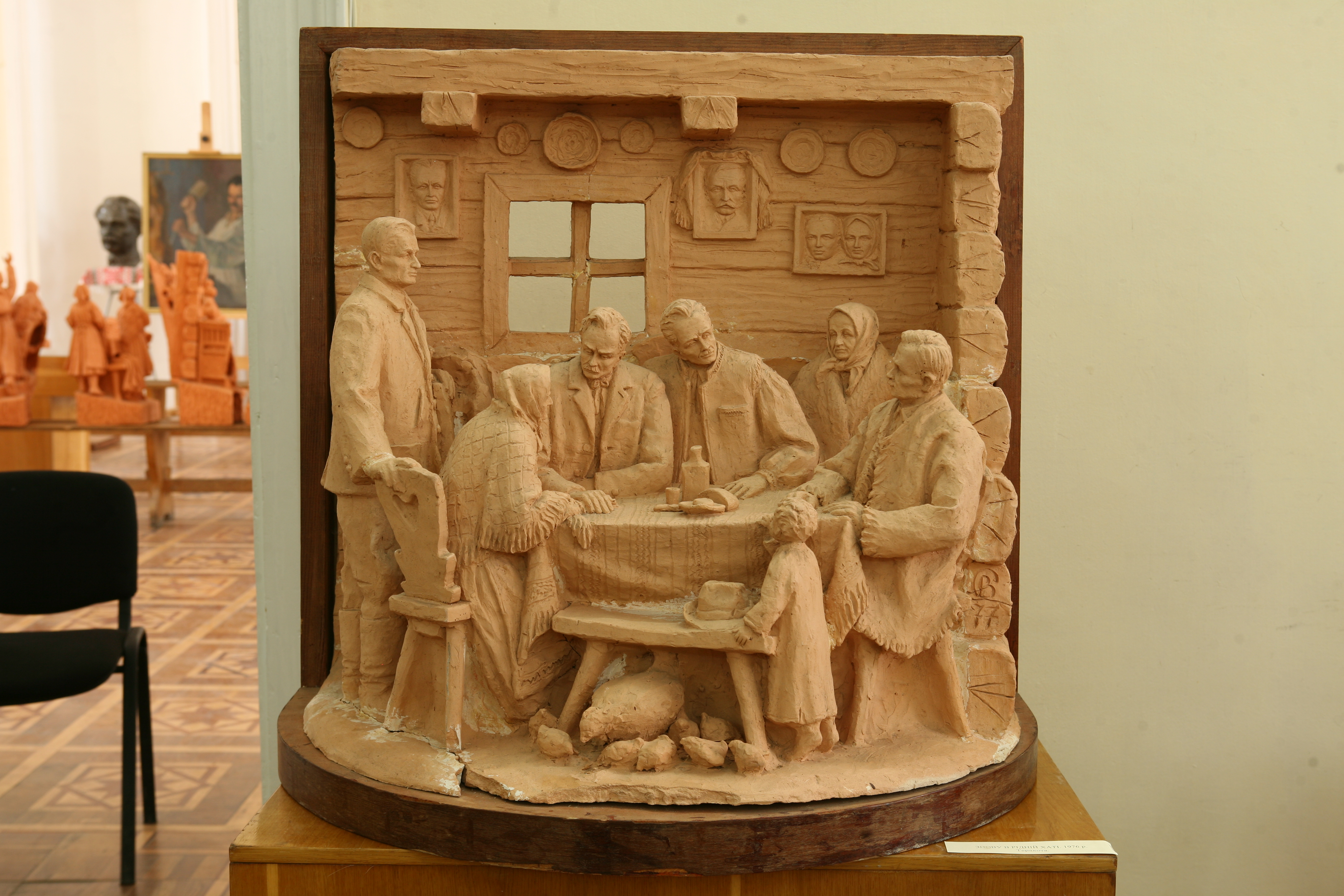
Знову в рідній хаті (Автобіографічна композиція). 1977. Теракота, горельєф, кругла скульптура. ПЗ. Ужгород.
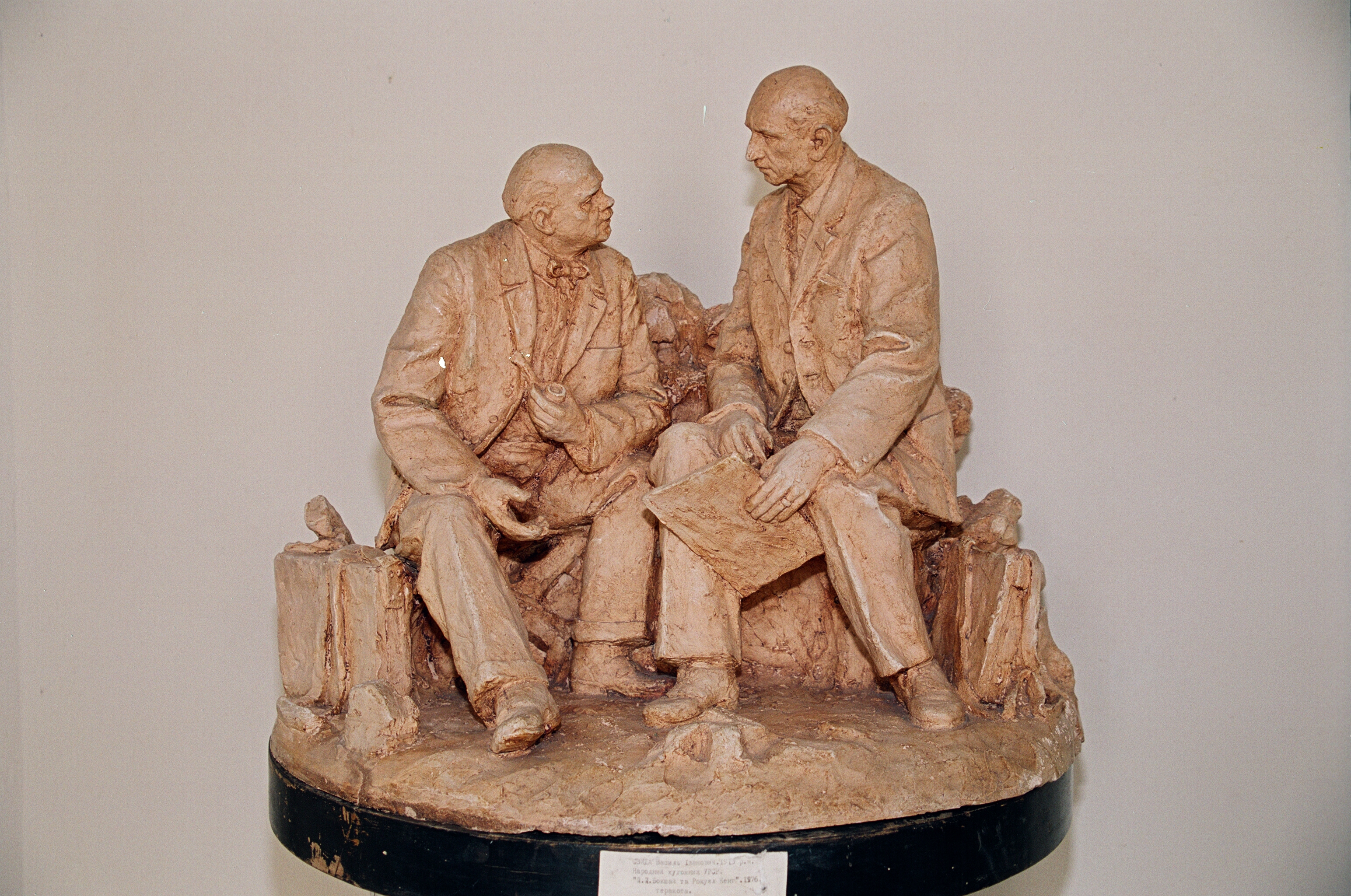
Й. Бокшай та Р. Кент на етюдах. 1976. Теракота тонована, кругла скульптура.  ПЗ. Ужгород.
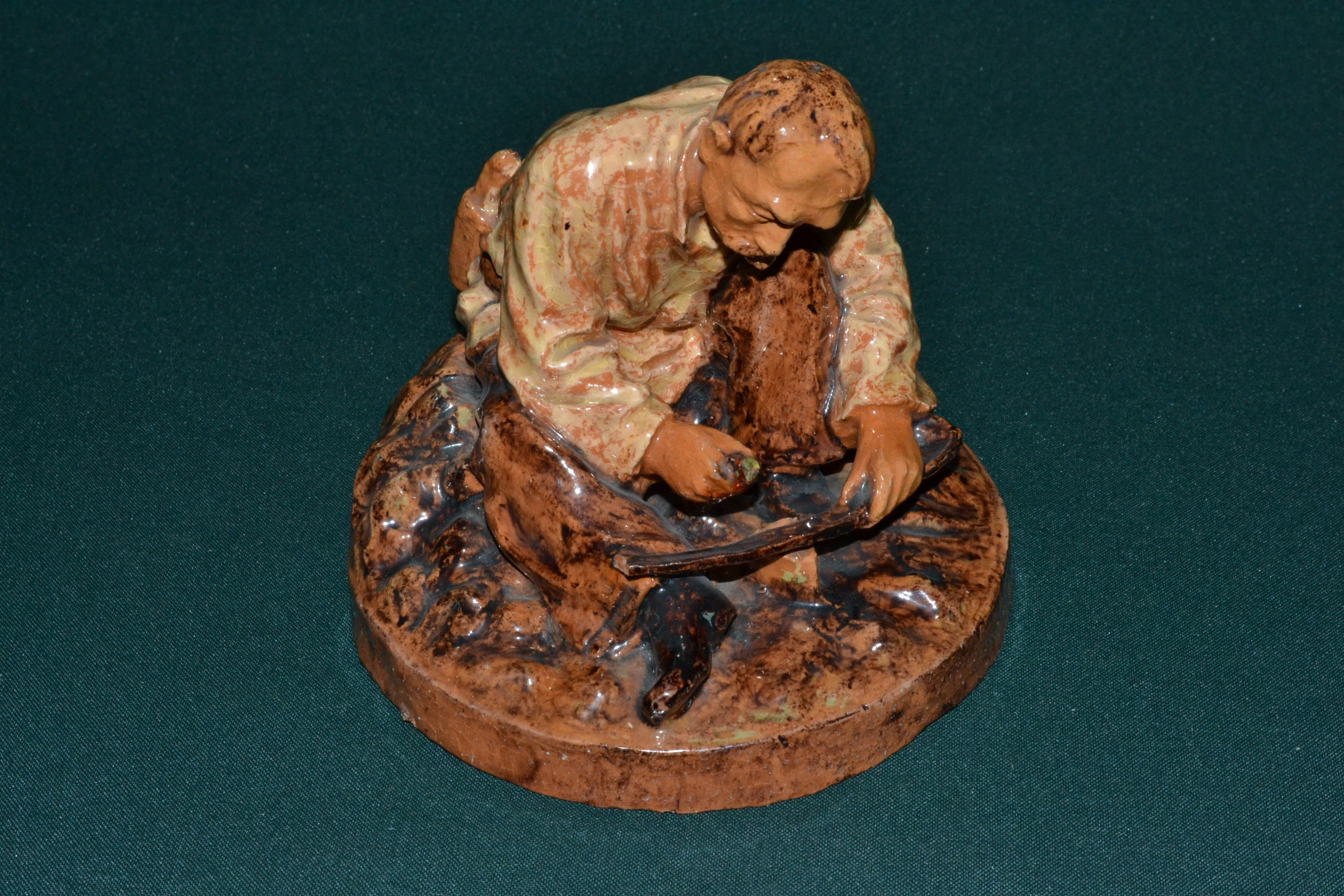
Косар. 1955. Майоліка, скульптура малих форм. НМНМГП. Коломия.
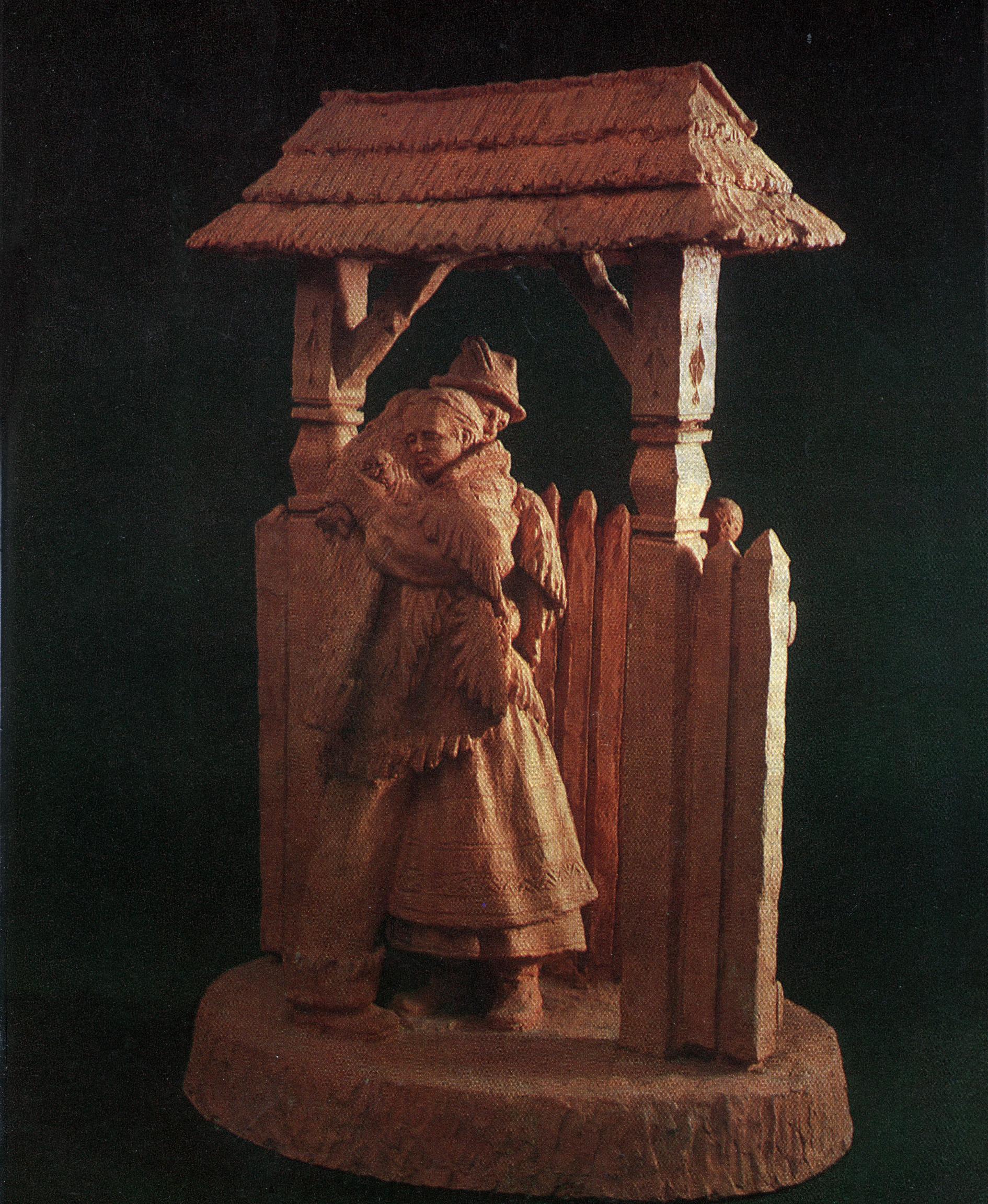
Мама не згодні. 1980. Теракота, кругла скульптура. ПЗ. Ужгород.
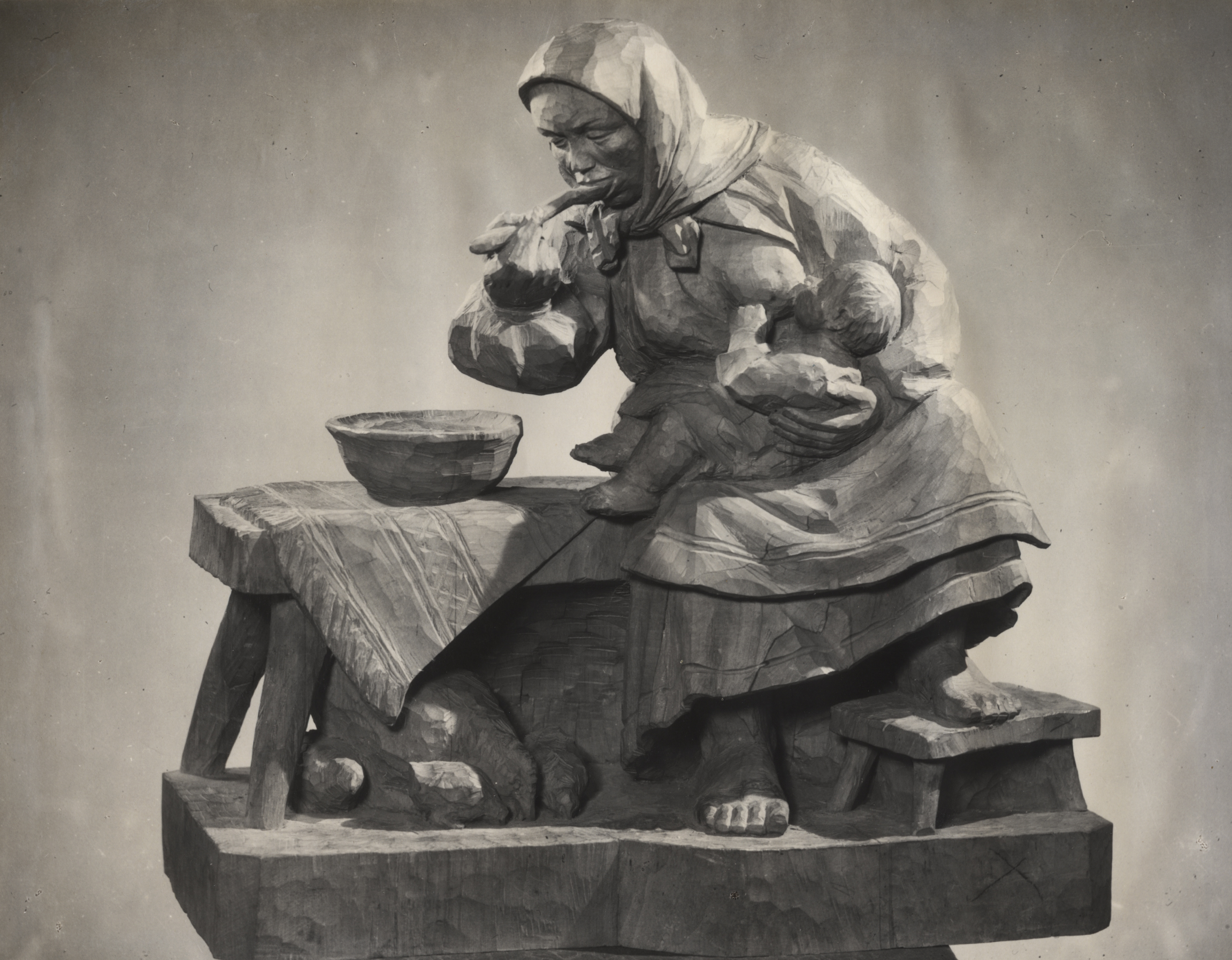
Мати годує дитину. 1946. Дерево (липа), кругла скульптура.  ДВ СХР. Москва. Росія.
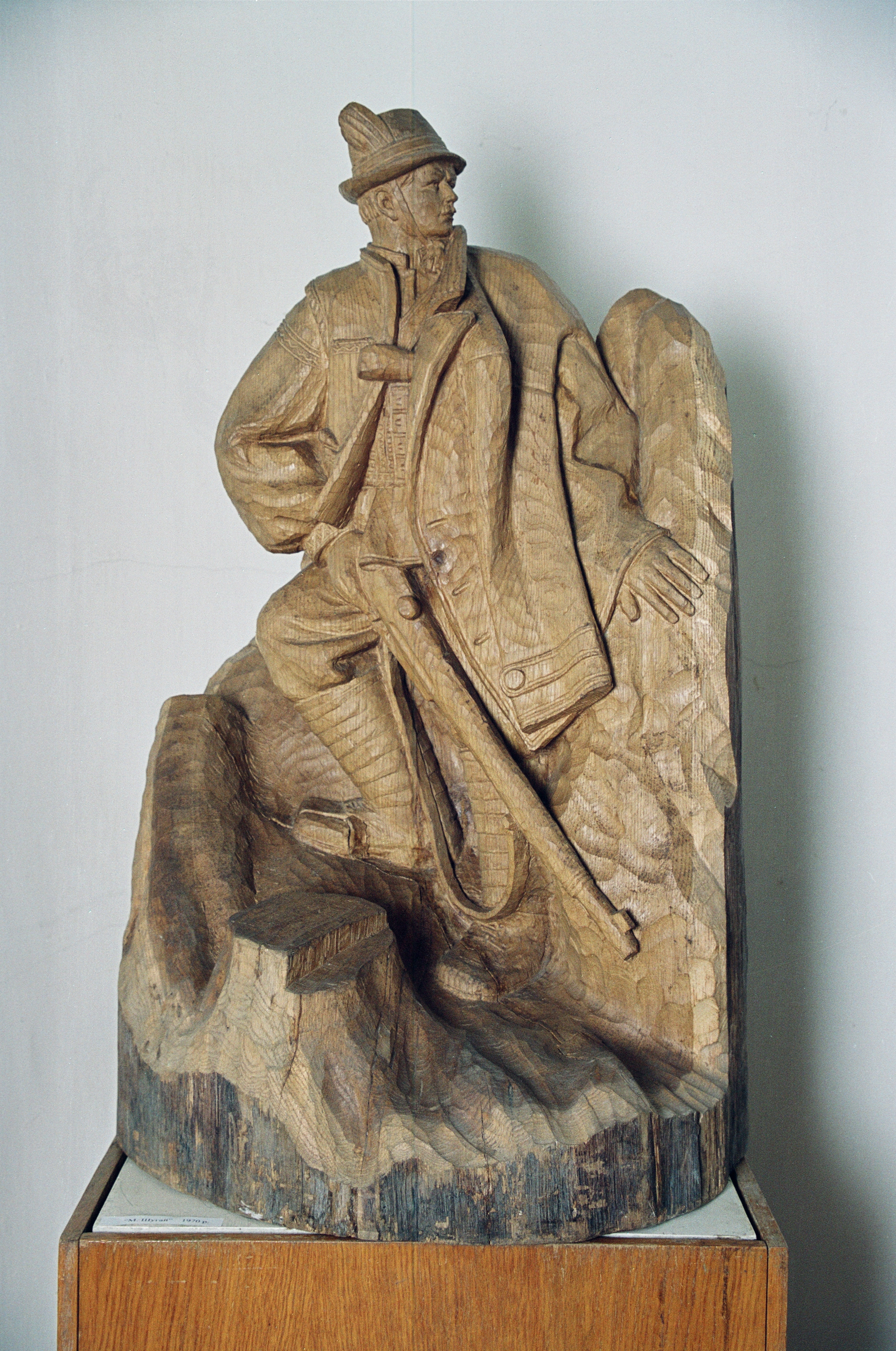
Микола Шугай. 1972. Дерево, горельєф, кругла скульптура. ЗОХМ. Ужгород.
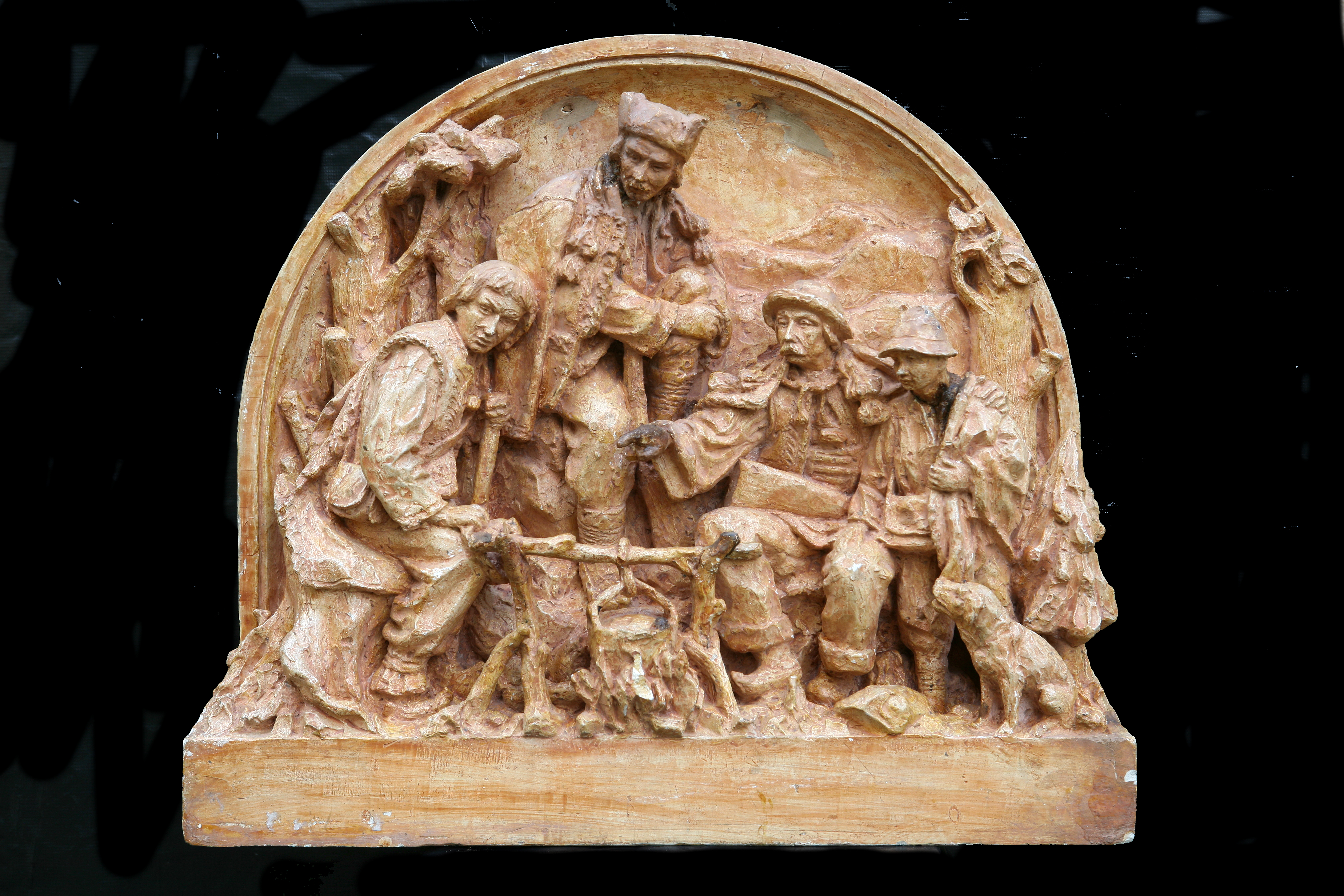
Опришки. 1960. Гіпс тонований, горельєф. ПЗ. Ужгород.
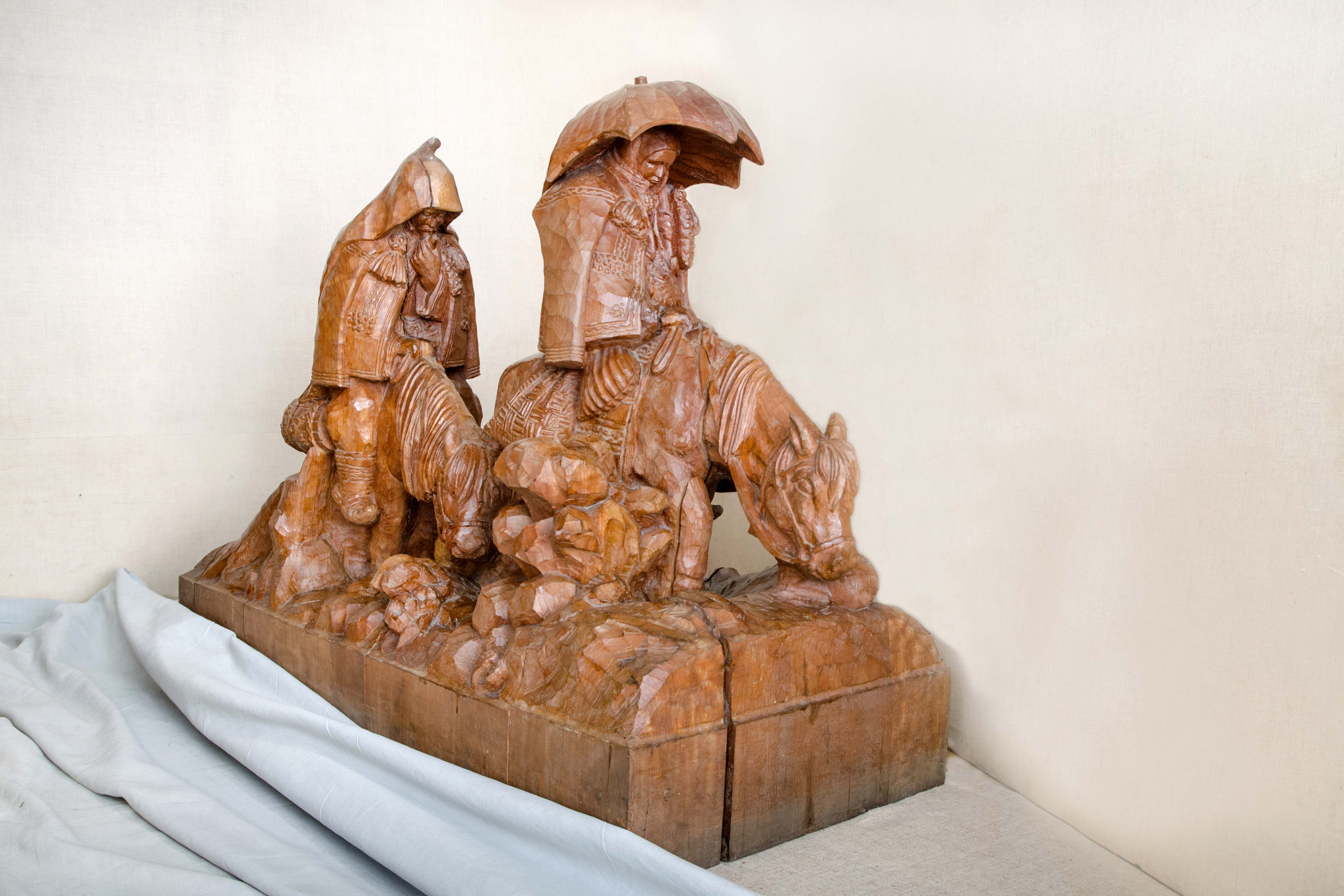
Під дощем. 1970. Дерево, кругла скульптура. ЗПХМ. Запоріжжя.
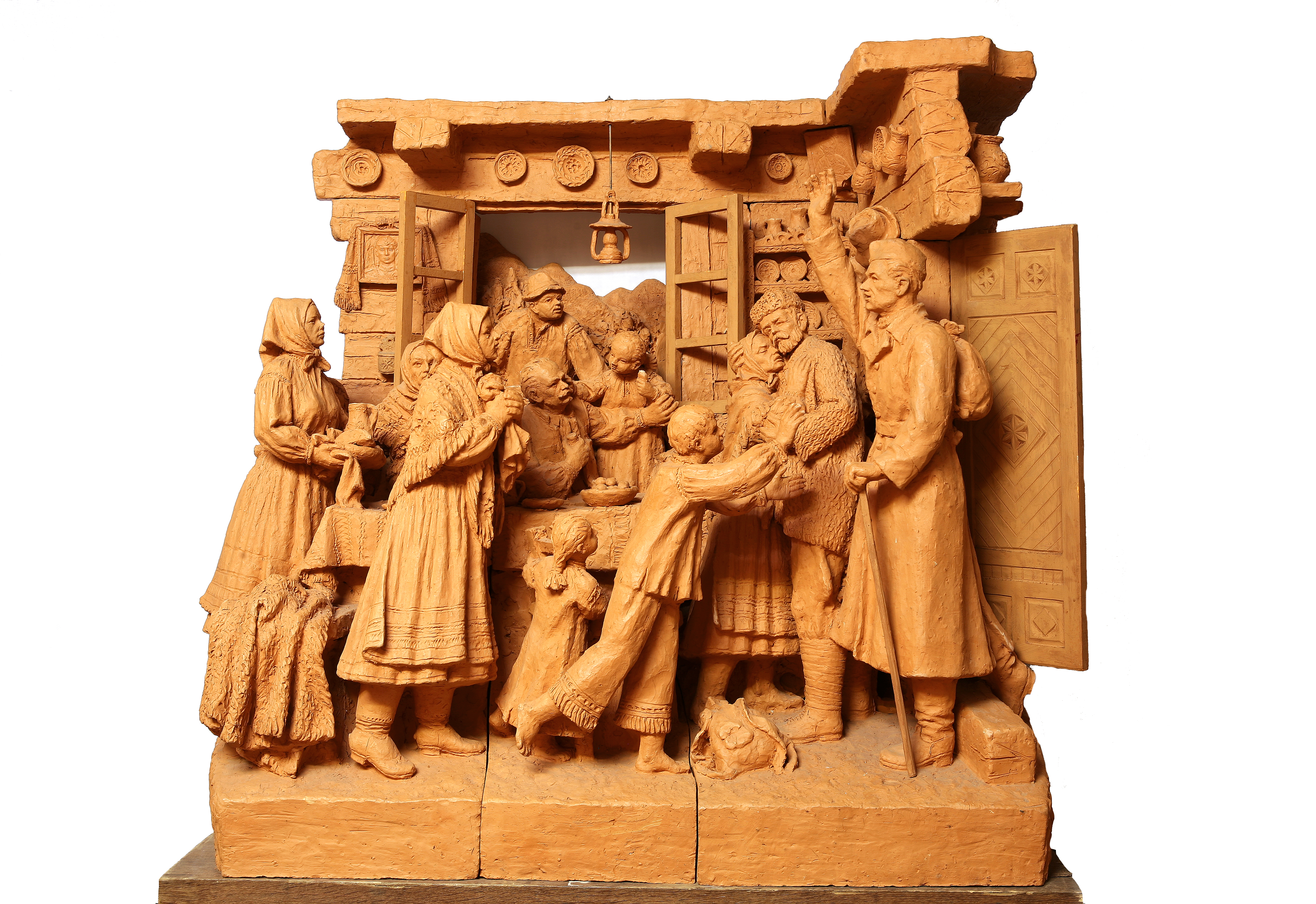
Повернулися живими. Кінець війні. 1985. Теракота, горельєф, кругла скульптура.  ПЗ. Ужгород.
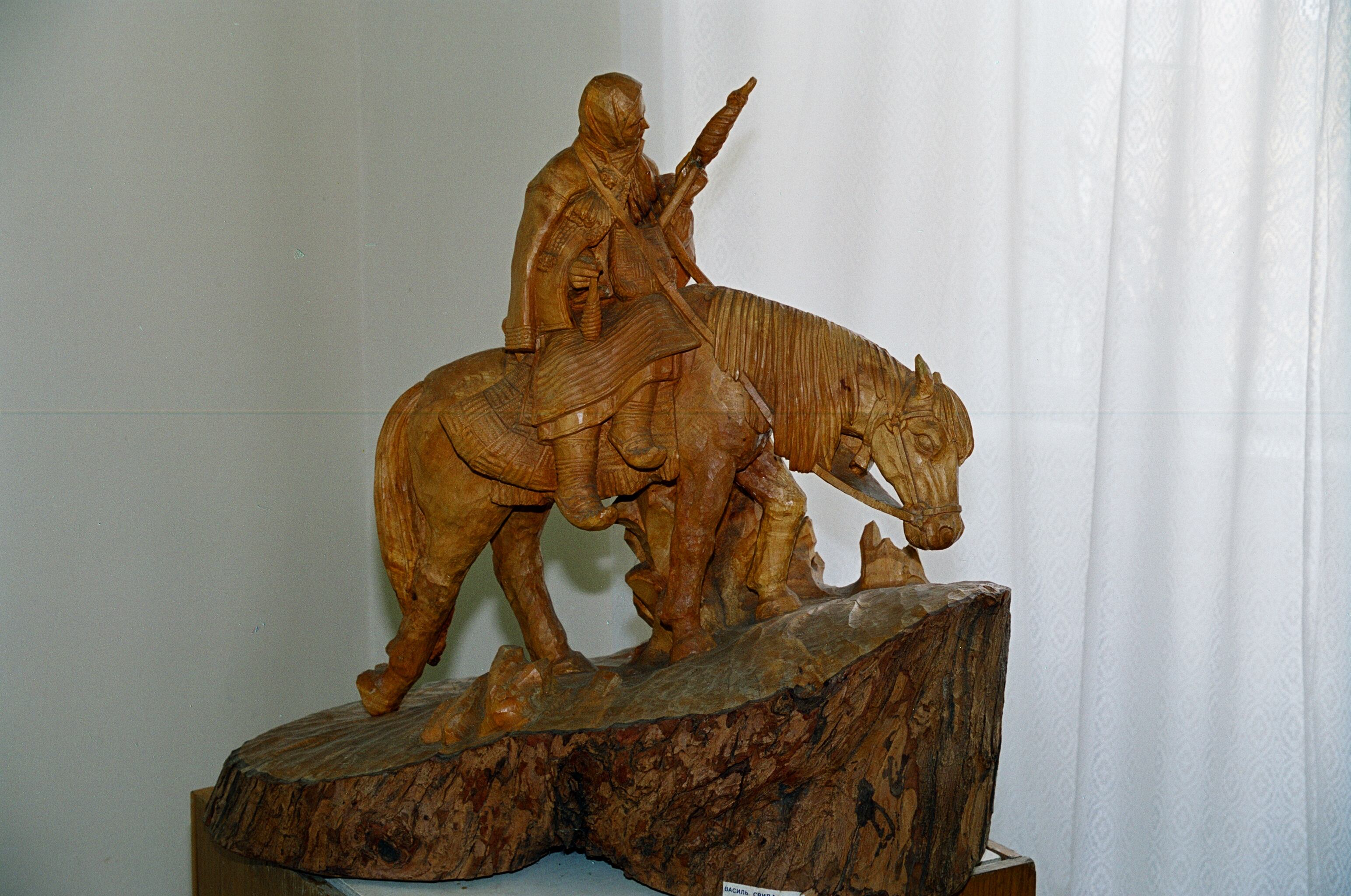
Пряля на коні. 1981. Дерево, кругла скульптура.  ЗМНАП. Ужгород.
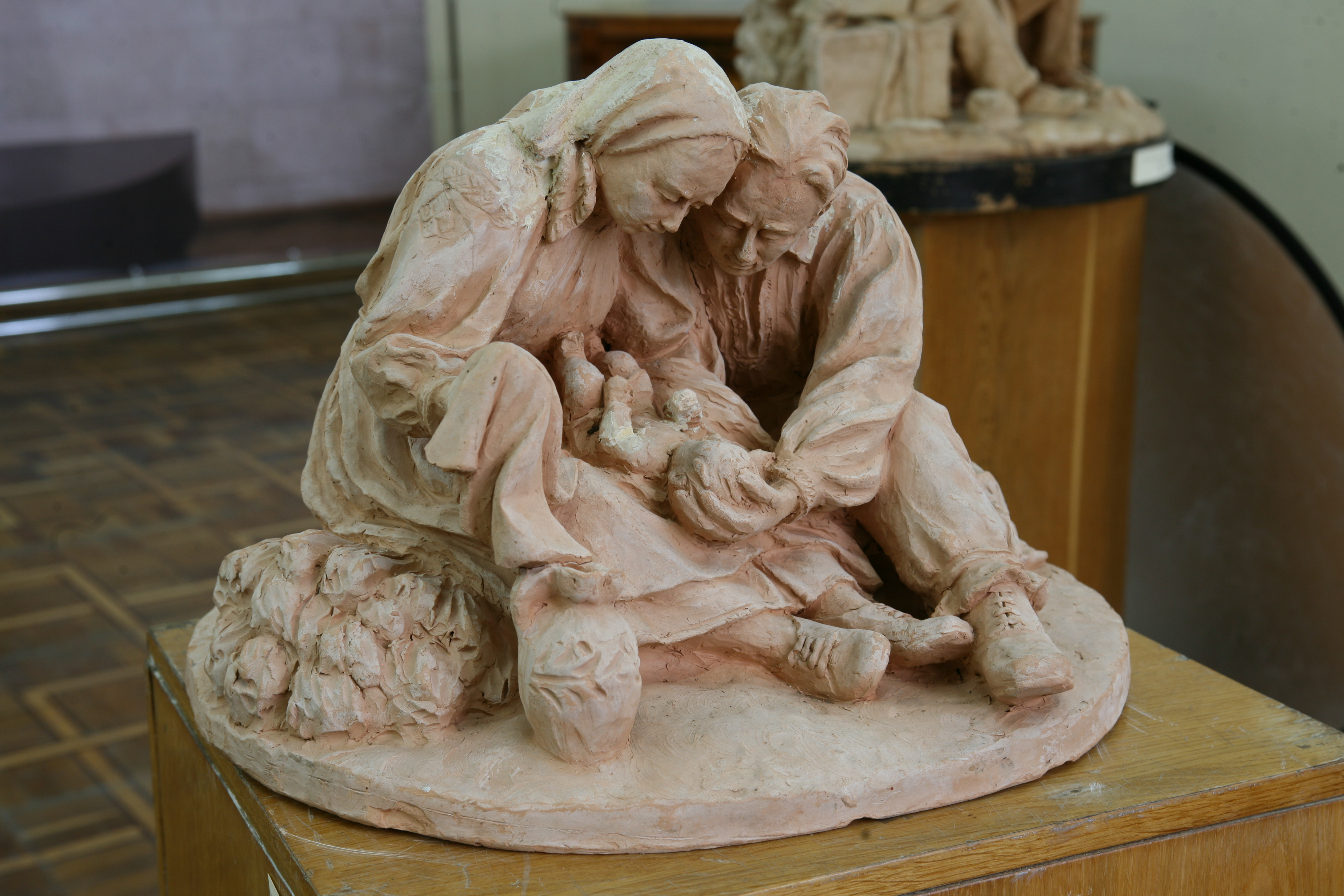
Родина в полі. 1964. Теракота, кругла скульптура.  ПЗ. Ужгород.
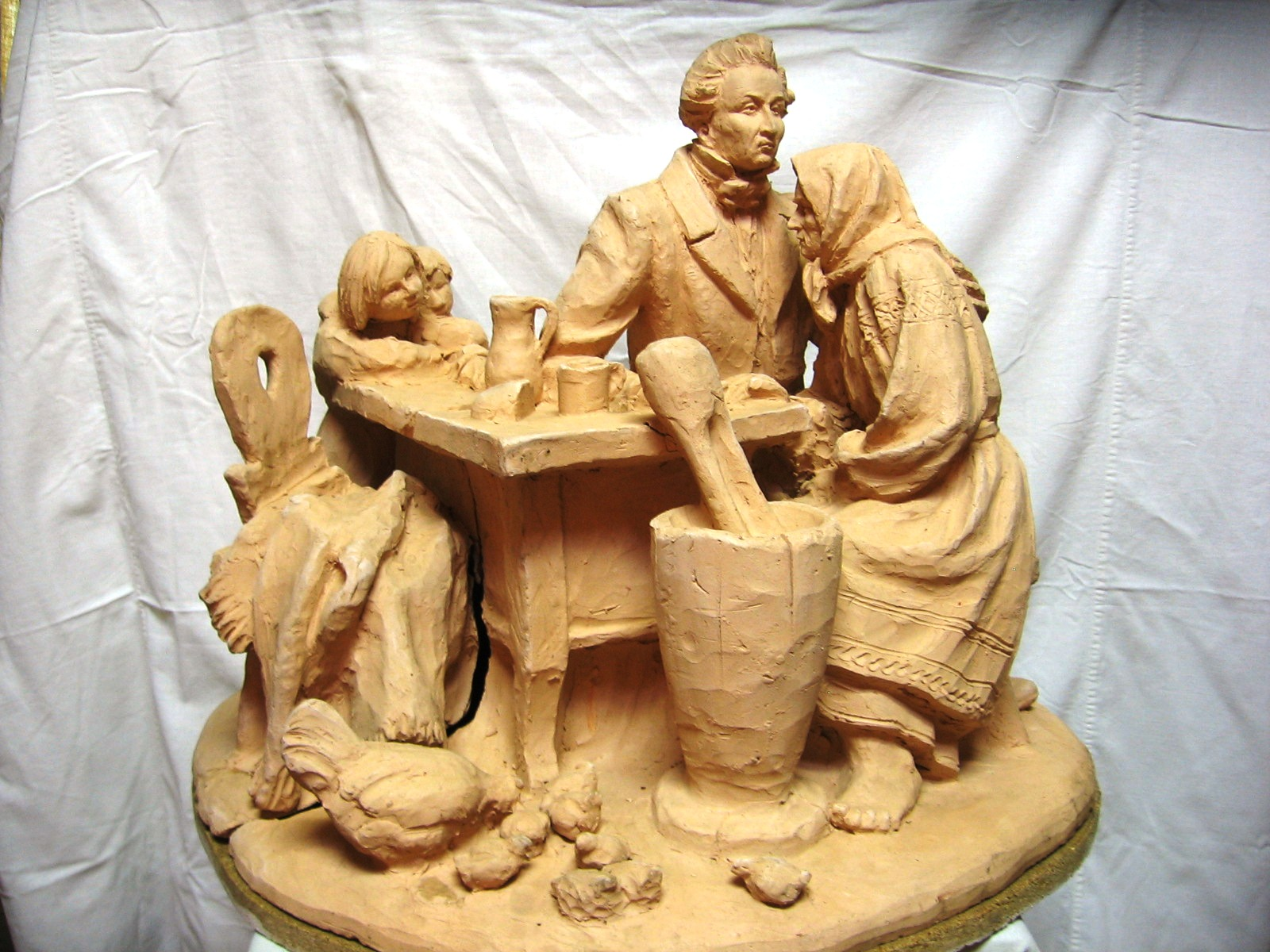
У рідній хаті. Ю. Венелін-Гуца. 1973. Теракота, кругла скульптура. ПЗ. Ужгород.

## Василь Свида[Архівовано22 жовтня 2021 уWayback Machine.]
ЛІТЕРАТУРА

Небесник І. І. Творчість видатних художників Закарпаття. Ужгород: Вид-во В. Падяка, 2005.- 76 с.іл. ISBN 966-7838-90-0